# Appenzeller (spidstoppede)
Appenzeller, spidstoppede  (tysk: Appenzeller Spitzhaube, schweizertysk: Gässerschnäpfli eller Tschüpperli) er en hønserace, der stammer fra Schweiz. Racen er ligeledes national-landhøne i Schweiz, hvor den har været avlet i over 100 år.
Hanen vejer 1,5-1,8 kg og hønen vejer 1,2-1,5 kg. De lægger hvide æg à 55-60 gram. Racen findes ikke i dværgform.

## Farvevariationer
- Sølv sortplettet
- Guld sortplettet
- Sort
- Blå
- Chamois-hvidtoppet